# North Adelaide
North Adelaide est un quartier et une banlieue à prédominance résidentielle de la ville d'Adélaïde en Australie-Méridionale, situé au nord du Torrens et dans les Adelaide Park Lands (en).

## Historique
Le colonel William Light, arpenteur général de la colonie d'Australie-Méridionale, termine l'arpentage de la capitale d'Adélaïde le 10 mars 1837. Le relevé comprend 4,22 km2 de terre, dont 1,38 km2 de terre au nord du Torrens. Ces terres arpentées au nord du fleuve deviennent North Adelaide,.
North Adelaide est le lieu de naissance de William Lawrence Bragg, co-récipiendaire du prix Nobel de physique en 1915.
Il contient de nombreux bâtiments classés au patrimoine, dont le bureau de poste de North Adelaide.

## Aménagement

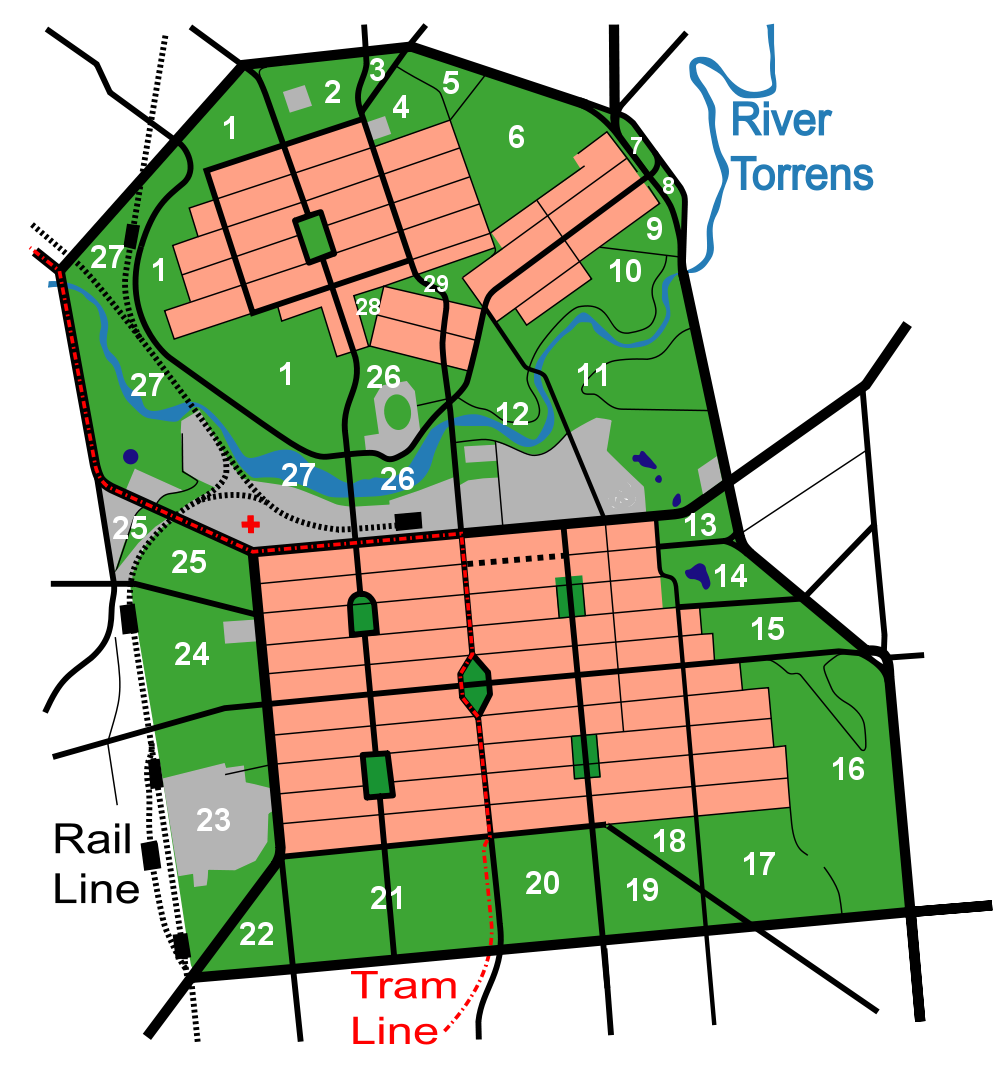
North Adelaide (au nord du Torrens), par rapport au CBD d'Adélaïde (2010).

North Adelaide se compose de trois plans hippodamiens de dimensions variables en fonction de la géographie. North Adelaide est entourée de parcs, avec des jardins publics entre les plans hippodamiens. Les parcs de North Adelaide (les Adelaide Park Lands (en) au nord du Torrens) contiennent des jardins, de nombreux terrains de sport (dont l'Adelaide Oval), un terrain de golf, des paddocks pour chevaux et quelques zones compatibles avec l'environnement indigène.

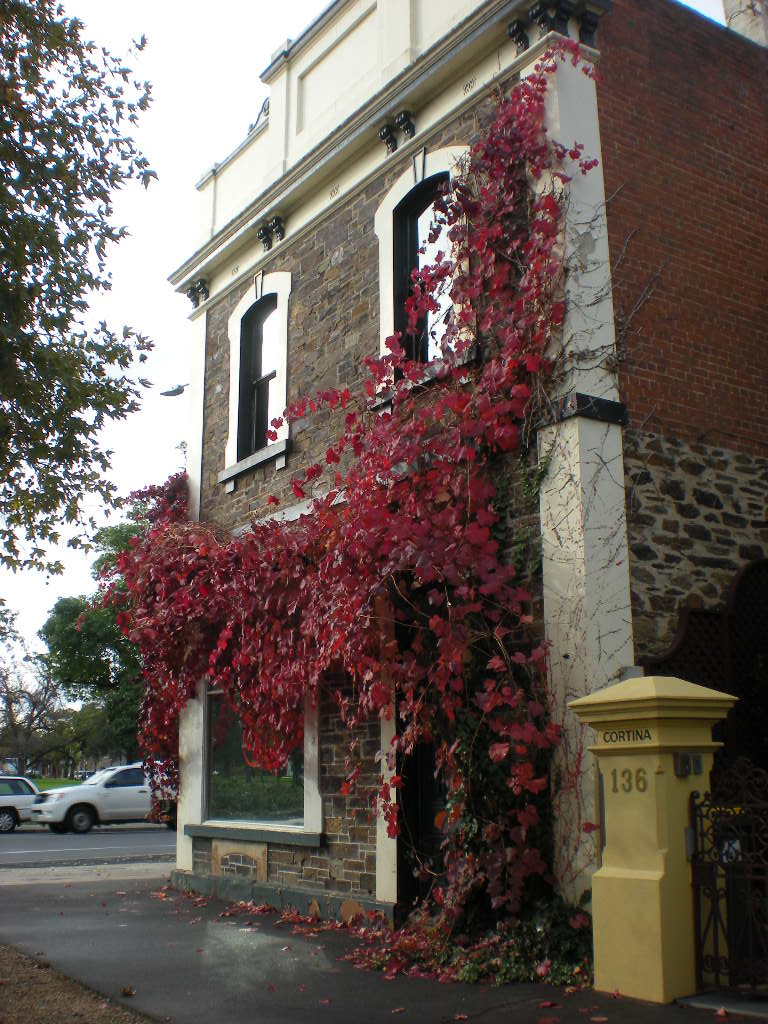
Un ancien caviste sur Wellington Square.

Le plan hippodamien le plus au nord (et la plus grande) a Wellington Square en son centre, et O'Connell Street (nommée d'après Daniel O'Connell) comme principale rue commerciale. O'Connell Street est le prolongement de King William Road, et relie la rue principale de la ville d'Adélaïde à Main North Road. Le Lincoln College (Université d'Adélaïde) et l'Aquinas College (en) (un collège résidentiel géré par les Maristes pour l'archidiocèse d'Adélaïde), sont également situés dans plan hippodamien. Tynte Street est une autre rue commerciale du plus grand plan hippodamien, entre Wellington Square et les parcs de l'est. Elle abrite l'école primaire de North Adelaide, une bibliothèque publique, une salle municipale, un bureau de poste et un pub. C'est également sur Tynte Street que se trouvent les studios de NWS-9 d'Adélaïde, l'affilié local de Nine Network.
 Le plan hippodamien le plus méridional (et le plus petit) est bordé par Brougham Place au nord, Pennington Road au sud, Sir Edwin Smith Avenue à l'est et Palmer Place avec les Palmer Gardens/Pangki Pangki attenants à l'ouest (ces deux quartiers doivent leur nom au lieutenant-colonel George Palmer (en) (1799-1883), commissaire à la colonisation de l'Australie du Sud (en)). Ce quartier abrite le Women's and Children's Hospital (en), le Memorial Hospital (en), la cathédrale Saint-Pierre d'Adélaïde, le St. Mark's College (en), l'hôtel Cathedral (populaire auprès des fans de cricket en raison de sa proximité avec l'Adelaide Oval) et l'hôtel Queen's Head (le plus ancien pub d'Adélaïde).
Le plan hippodamien restant (ouest) est appelé Lower North Adelaide. Il est le plus proche de la plaine inondable du Torrens. On y trouve la Brougham Place Uniting Church (en), le St Ann's College (en) et quatre pubs. Melbourne Street, avec ses cafés, restaurants, galeries, magasins et deux pubs, est sa rue commerciale.

## Cinéma Piccadilly

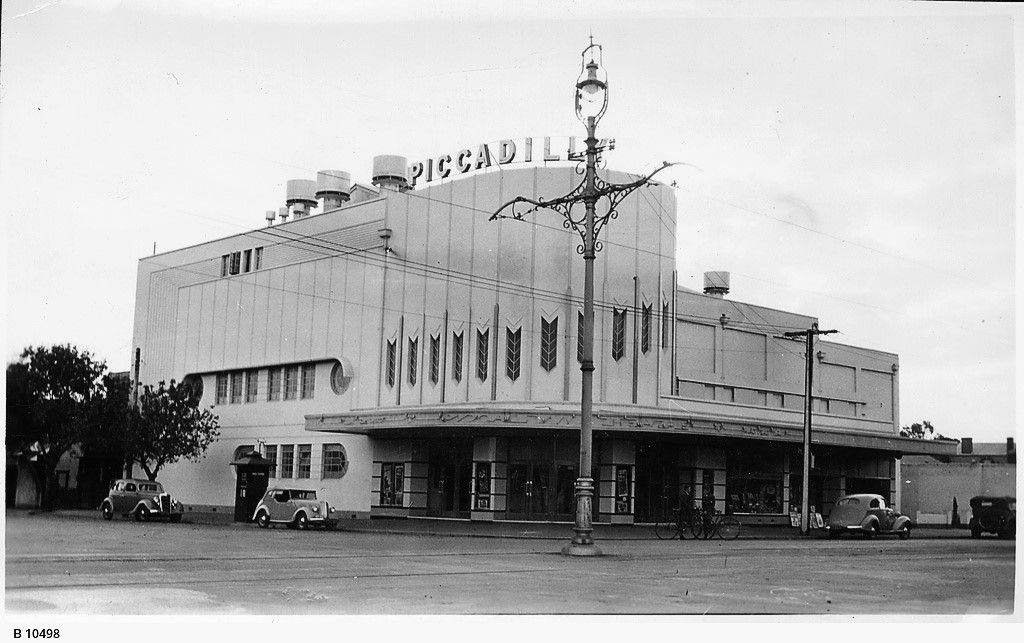
Théâtre Piccadilly, North Adelaide, 1941

Le Piccadilly, également connu sous le nom de Piccadilly Cinema(s), et anciennement Piccadilly Theatre et The Forum, est un cinéma situé à l'angle de O'Connell Street et Childers Street.
Il a été construit pour D. Clifford Theatres Ltd. sous le nom de Piccadilly Theatre en 1940, dans un style art déco/moderne,. Il est inscrit au registre du patrimoine de l'Australie du Sud et au registre du patrimoine national. Dan Clifford (en) a choisi ce nom en raison de son association avec la ville de Piccadilly (en) dans les Adelaide Hills ainsi qu'avec le célèbre Piccadilly Circus à Londres.
Après la mort de Clifford en 1942, ses cinémas sont rachetés par Greater Union (en) en 1947,, qui rebaptise le Piccadilly en The Forum. En 1983, Wallis Cinemas (en) acheté le bâtiment pour éviter qu'il ne soit démoli, et il reprend son ancien nom. Dans les années 1990, Wallis transformé l'ancien palais du cinéma en un multiplexe de trois salles.

## Éducation
L'école primaire de North Adelaide, sur Tynte Street, est créée en 1877 et est l'une des plus anciennes écoles d'Australie-Méridionale.
Le Queen's College (1885-1949) sur Barton Terrace est le plus ancien collège de garçons indépendant (c'est-à-dire détenu et géré par des particuliers) d'Australie,. Une autre école privée d'intérêt historique était la North Adelaide Grammar School (en) (alias Whinham College).
De nombreux collèges résidentiels affiliés à l'université d'Adélaïde se trouvent à North Adelaide, notamment l'Aquinas College (en), le Lincoln College (en), le St Ann's College (en), le St. Mark's College (en), le Kathleen Lumley College (en) et l'Australian Lutheran College (en), un séminaire luthérien.

## Résidents

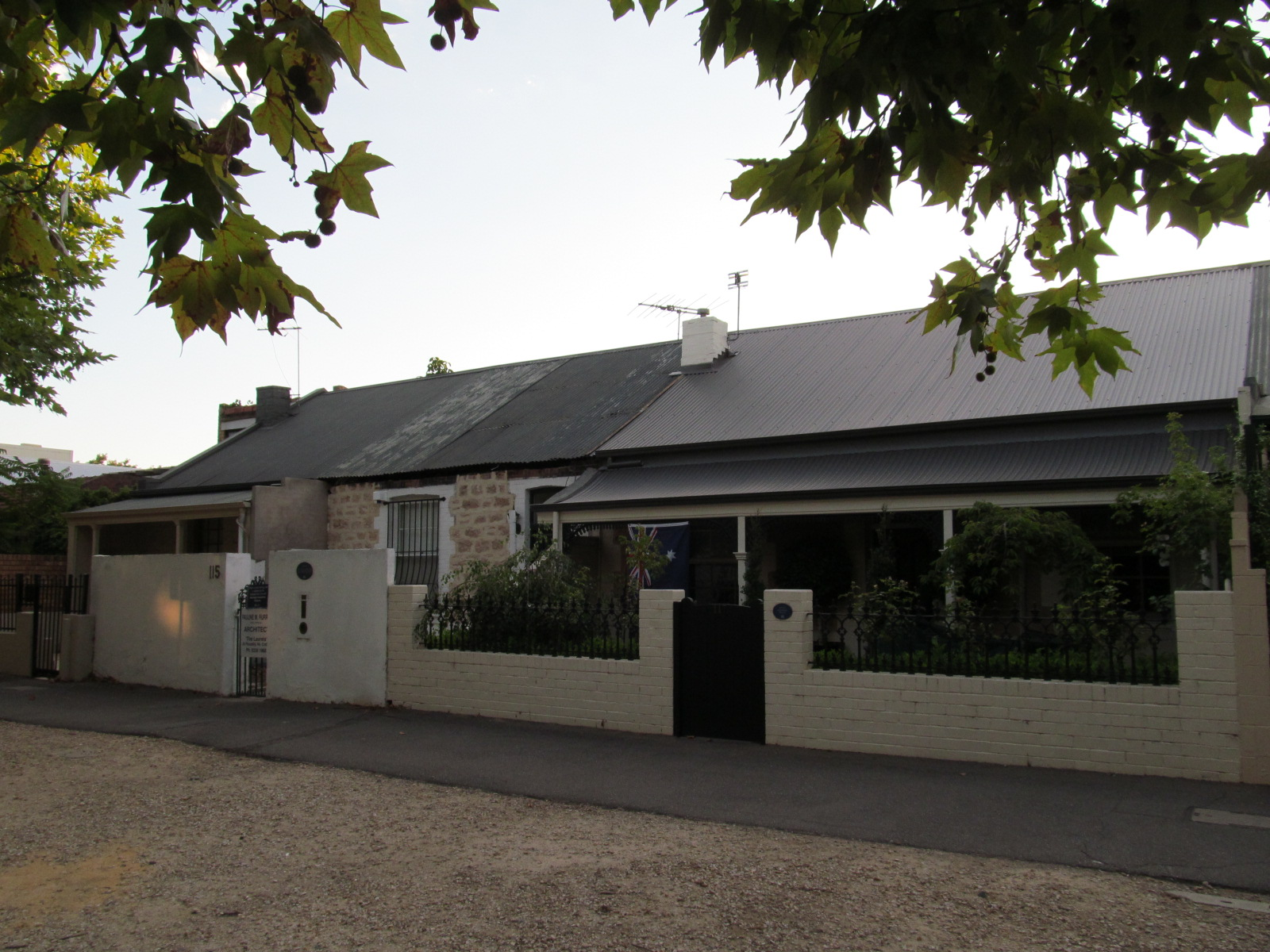
Maison de la Jeffcott Street, caractéristique de la plupart des vieilles maisons à un étage du quartier.

Lors du recensement de 2021, il y avait 6823 habitants à North Adelaide. North Adelaide a une proportion beaucoup plus faible de sa population de moins de 14 ans (2,7 % de 0-4 ans, 2,3 % de 5-9 ans, 2,5 % de 10-14 ans) par rapport à l'Australie-Méridionale dans son ensemble (5,3 % de 0-4 ans, 5,8 % de 5-9 ans, 5,9 % de 10-14 ans). Inversement, la proportion de la population âgée de 20 à 29 ans (12,1 % de 20 à 24 ans, 8,7 % de 25 à 29 ans) est beaucoup plus importante que celle de l'Australie-Méridionale dans son ensemble (6,1 % de 20 à 24 ans, 6,6 % de 25 à 29 ans).
64,9 % des personnes sont nées en Australie. Les autres pays de naissance les plus courants sont l'Angleterre (5,0 %), l'Inde (2,5 %) et la Chine (2,0 %). 73,7 % des personnes ne parlent que l'anglais à la maison. Les autres langues parlées à la maison sont le mandarin (2,8 %), le grec (1,5 %), l'italien (1,2%), l'hindi (1,0 %) et l'espagnol (1,0 %).